# Alberto Gómez Franzutti
Alberto Jesús Gómez Franzutti (Rosario, 18 de  marzo de 1950), conocido como Hijitus, es un exfutbolista argentino, destacado por su juego con la pierna izquierda.
Surgido en Rosario Central, resultó campeón del fútbol argentino en el Campeonato Nacional de 1971. Poco después, en enero de 1972 fichó con Cruz Azul de México, donde tendría la mejor etapa de su carrera, convertido en un pilar del equipo en la obtención de 4 Ligas, un Campeón de Campeones y una Copa de Campeones. Es el segundo extranjero con más Ligas de la institución celeste, después de Miguel Marín (5 títulos), y seguido por Alberto Quintano y Eladio Vera (ambos con 3 títulos).
En la campaña 1973-74 llegó al punto más alto de su carrera con Cruz Azul; con la salida de referentes de años anteriores en su posición, tomó las riendas del mediocampo para la obtención del doblete, y sumó una gran cantidad de asistencias para los delanteros Eladio Vera y Horacio López Salgado.
Estuvo cedido con Atlético Potosino entre 1976 y 1977, y después fichó con los Coyotes de Neza en otoño de 1978. En enero de 1980 firmó por 4 años con Platense, donde pasó los últimos años de su carrera, con una cesión en el Renato Cesarini durante el año 1982.

## Trayectoria

### Rosario

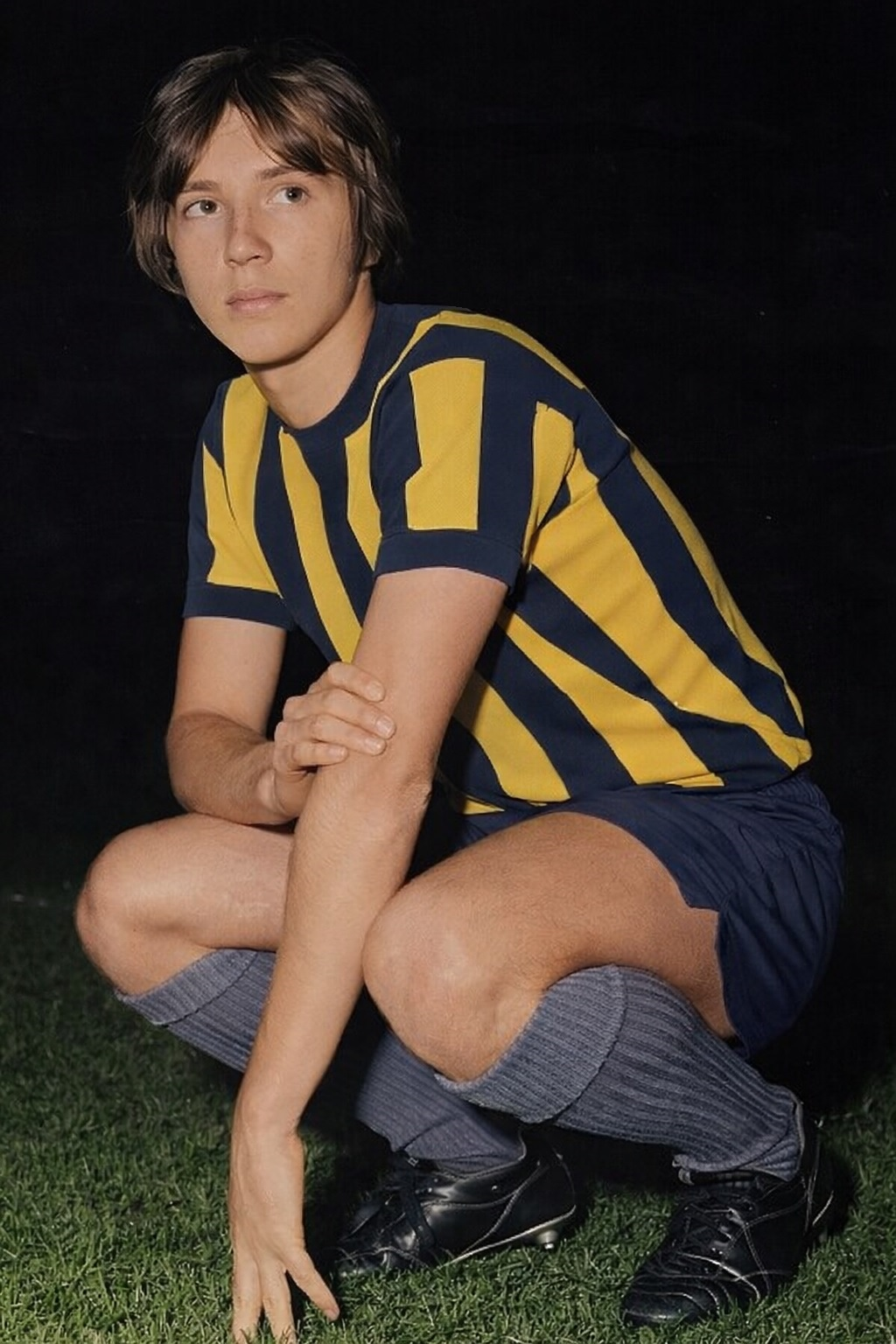
Retrato por el diario La Capital en 1968.

Gómez comenzó su carrera jugando para el Morning Stars, filial de Rosario Central, y fue integrado para las reservas del equipo por Miguel Ignomiriello a los 15 años de edad.
El 12 de mayo de 1968, con 18 años, debutó en el triunfo 3-1 como visitante contra Argentinos anotando un doblete: el primero al minuto 18 para abrir el marcador, y el segundo sobre el minuto 82.
Con Don Ángel al mando, obtuvieron su pase al Nacional 1970, torneo en el cual el equipo logró una gran actuación, obteniendo el subcampeonato tras perder una polémica final ante Boca Juniors.
El 22 de diciembre de 1971 obtuvo el campeonato del fútbol argentino en el Nacional, luego de vencer en la final con 2-1 en el marcador a San Lorenzo. Gómez no vio minutos en los partidos de semifinal y la final del campeonato, tras encontrarse ultimando detalles para su llegada con el Cruz Azul de México.

### Cruz Azul
El 6 de enero de 1972 llegó a México, a mitad del año deportivo, convirtiéndose en el cuarto jugador extranjero en la historia del conjunto celeste, junto al chileno Alberto Quintano, el también argentino Miguel Marín y el paraguayo Eladio Vera, quienes llegaron durante el mes de diciembre. El entrenador Raúl Cárdenas destacó su juego por el sector izquierdo:

(Gómez) juega de todo por el lado izquierdo, y en México no hay zurdos. Nos puede jugar de lateral izquierdo, de medio izquierdo, de extremo izquierdo y de delantero izquierdo.

Tuvo un papel secundario en su arribo y realizó su presentación el 26 de febrero en el empate 2-2 contra el Jalisco. El 21 de marzo anotó sus dos primeros goles con el equipo en la Copa de Campeones en el triunfo 9-0 ante el Estrella de Aruba. En la final del torneo de 1972 ante el América, ingresó en el minuto 77 del encuentro, que finalizó 4-1 en su favor, consagrándose campeones.
En la final contra León ingresó de cambio en los tres encuentros, quedándose con el título con 2-1 en el partido de desempate jugado en el Estadio Cuauhtémoc, donde el tanto del campeonato resultó de un autogol de Roberto Salomone a un disparo de Gómez. Con la salida de Cesáreo Victorino y Juan Manuel Alejándrez, Gómez asummió el rol protagónico del mediocampo y se convirtió en el eje a la ofensiva del equipo. En 1974 fue un pilar para la obtención del tricampeonato de liga, derrotando en la final al Atlético Español con 4-2 en el marcador global. En el Campeón de Campeones, asistió en el minuto 85 del encuentro a Eladio Vera para el 2-1 en el marcador, quedándose con el doblete de la temporada.
Se fue en calidad de préstamo por un año con el Potosino y regresó con Cruz Azul en el verano de 1977. El 30 de septiembre de 1978 anotó sus dos últimos goles con el club en el triunfo 4-0 ante el Potosino por la temporada 1978-79, poco antes de cerrar su pase en el mes de noviembre con los Coyotes de Neza.

### Coyotes de Neza
Llegó con los Coyotes, junto con Héctor Tapia y César Flores (hermano de Nacho) procedentes de Cruz Azul, en el torneo debut del equipo de Neza en Primera División, luego de la adquisición de la franquicia del Laguna, y finalizó su primera campaña como el máximo goleador del club con 6 anotaciones.
El empresario Anuar Maccise buscó formar un equipo más competitivo para aspirar a la parte alta de la tabla, con lo cual reforzó a los Coyotes con los chilenos Carlos Reinoso, Osvaldo Castro y Mario Maldonado, y alcanzaron por primera vez el cuadrangular final de los play-off. Esta fue la última etapa de Gómez en el país norteamericano, pues tenía en la mira un retorno a la Argentina para terminar su carrera.

### Platense

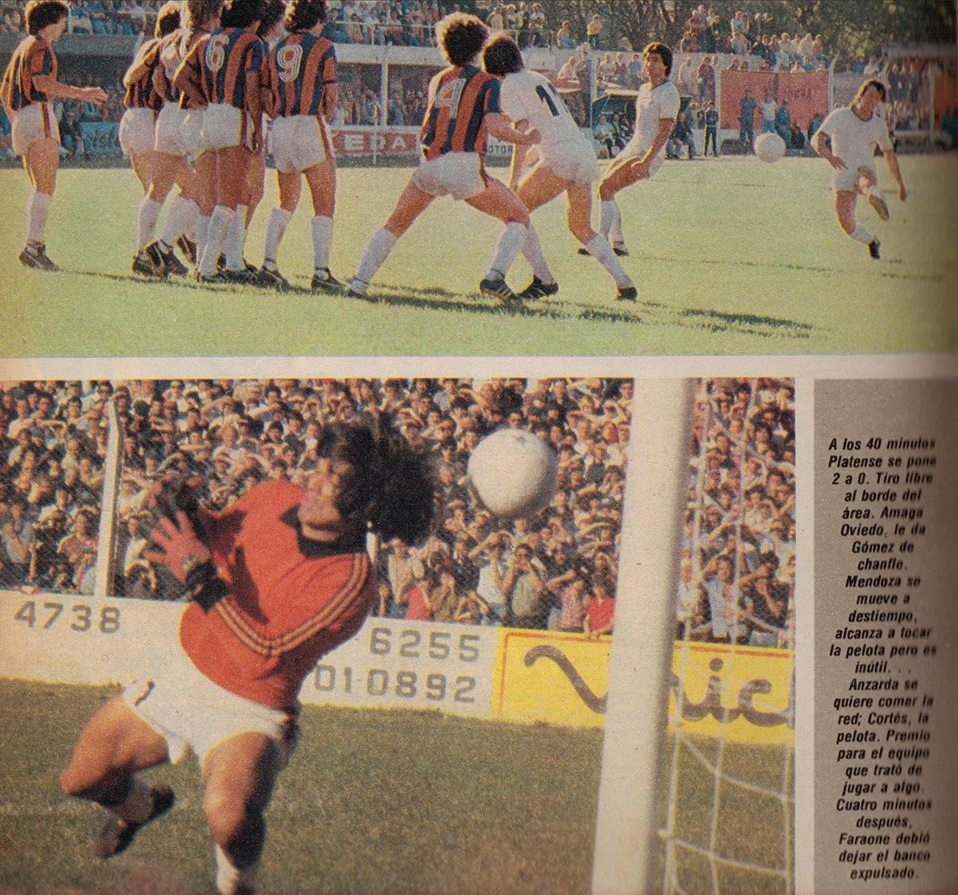
Anotación de tiro libre ante San Lorenzo el 16 de noviembre de 1980.

Gómez planeó regresar con Rosario Central en 1980, pero el club no le dio oportunidad de integrar al plantel en ese año, y ya no hubo forma tiempo después de regresar al equipo que lo incursionó en el profesionalismo. Vladislao Cap se enteró de que Gómez estaba en el país y lo citó en Buenos Aires, donde cerraron su fichaje con el Platense por cuatro años de contrato.
Durante su primer torneo con el equipo, el 16 de noviembre, Gómez realizó una destacada anotación de tiro libre ante San Lorenzo sobre el minuto 40 del encuentro, con un disparo con chanfle que el guardameta César Mendoza no pudo evitar, pese a alcanzar a tocar el balón. Se mantuvieron peleando las primeras posiciones hasta la fecha veinticuatro, cuando perdieron ante River Plate, que luego sería el campeón, en tanto, Platense finalizó en tercer lugar.
Posteriormente buscaron la permanencia de la categoría, salvándose en 1981 sobre el final del torneo con triunfos ante Vélez, Estudiantes y Colón. En el Campeonato Nacional de 1982 jugó cedido con el Renato Cesarini, disputando 15 partidos, y regresó con Platense para el Metropolitano del mismo año. Se retiró de las canchas en diciembre de 1983, luego de 16 años de carrera profesional.

## Vida privada
Alberto Gómez nació dentro de una familia de estrato humilde, con ambos padres trabajadores. María Isabel, su única hermana, estuvo casada con Aldo Poy, aunque se divorciaron en los años 2000. Alberto contrajo matrimonio con su pareja Graciela, con quien tuvo dos hijos, Cristian Alberto y Jessica María. Tuvo una amistad con Miguel Marín, quien se convirtió en padrino de bautizo de su hija Jessica, nacida en México.

## Estadísticas

### Clubes
Resaltadas temporadas en calidad de cedido.
| Equipo          | País          | Año           | Partidos | Goles |
| --------------- | ------------- | ------------- | -------- | ----- |
| Rosario Central | Argentina     | 1968-1971     | 136      | 14    |
| Cruz Azul       | México        | 1971-1978     | n/a      | 25    |
| Potosino        | México        | 1976-1977     | 38       | 4     |
| Coyotes de Neza | México        | 1978-1980     | 51       | 8     |
| Platense        | Argentina     | 1980-1983     | 97       | 9     |
| Renato Cesarini | Argentina     | 1982          | 15       | 4     |
| Total carrera   | Total carrera | Total carrera | +337     | 64    |

## Palmarés

### Títulos regionales
| Título          | Club            | Región  | Año  |
| --------------- | --------------- | ------- | ---- |
| Torneo Regional | Renato Cesarini | Rosario | 1983 |

### Títulos nacionales
| Título               | Club            | País      | Año  |
| -------------------- | --------------- | --------- | ---- |
| Primera División     | Rosario Central | Argentina | 1971 |
| Primera División     | Cruz Azul       | México    | 1972 |
| Primera División     | Cruz Azul       | México    | 1973 |
| Primera División     | Cruz Azul       | México    | 1974 |
| Campeón de Campeones | Cruz Azul       | México    | 1974 |
| Primera División     | Cruz Azul       | México    | 1979 |

### Títulos internacionales
| Título            | Club      | Sede   | Año  |
| ----------------- | --------- | ------ | ---- |
| Copa de Campeones | Cruz Azul | México | 1971 |

## Nota
1. ↑  Incluye los 23 goles entre partidos de Liga y Copa registrados en el archivo del antiguo sitio oficial de Cruz Azul, y los dos goles anotados en la Copa de Campeones el 21 de marzo de 1972.